# Ștefan cel Mare (Vaslui)
Ștefan cel Mare is een Roemeense gemeente in het district Vaslui.
Ștefan cel Mare telt 3467 inwoners.